# Вељко Бирманчевић
Вељко Бирманчевић (Шабац, 5. марта 1998) српски је фудбалер. Игра на средини терена, а тренутно наступа за Спарту из Прага.

## Биографија
Бирманчевић је у јануару 2021. добио позив вршиоца дужности селектора Илије Столице за учешће на турнеји репрезентације Србије, састављене претежно од фудбалера из домаће Суперлиге. Дебитовао је истог месеца на пријатељском сусрету са Доминиканском Републиком у Санто Домингу. Наступио је и неколико дана касније, против Панаме.
Постигао је гол за шведски Малме у првој утакмици плеј-офа за улазак у групну фазу Лиге шампиона против Лудогореца (победа од 2 : 0).
Дана 1. септембра 2022. године, Бирманчевић је прешао у француски клуб Тулузу.
Од 21. јуна 2024. године члан је Спарте из Прага.

## Статистика

### Клупска
Ажурирано 16. септембра 2021.
|                       |          |                     |     |    |   |   |    |   |   |   |     |    |  |  |
| Партизан              | 2015/16. | Суперлига Србије    | 3   | 0  | 0 | 0 | —  | — | — | — | 3   | 0  |  |  |
| Партизан              | 2016/17. | Суперлига Србије    | 0   | 0  | 0 | 0 | 0  | 0 | — | — | 0   | 0  |  |  |
| Партизан              | Укупно   | Укупно              | 3   | 0  | 0 | 0 | 0  | 0 | — | — | 3   | 0  |  |  |
|                       |          |                     |     |    |   |   |    |   |   |   |     |    |  |  |
| Телеоптик (позајмица) | 2016/17. | Српска лига Београд | 22  | 4  | — | — | —  | — | — | — | 22  | 4  |  |  |
| Телеоптик (позајмица) | 2017/18. | Прва лига Србије    | 12  | 1  | — | — | —  | — | — | — | 12  | 1  |  |  |
| Телеоптик (позајмица) | Укупно   | Укупно              | 34  | 5  | — | — | —  | — | — | — | 34  | 5  |  |  |
|                       |          |                     |     |    |   |   |    |   |   |   |     |    |  |  |
| Рад (позајмица)       | 2017/18. | Суперлига Србије    | 11  | 1  | — | — | —  | — | — | — | 11  | 1  |  |  |
|                       |          |                     |     |    |   |   |    |   |   |   |     |    |  |  |
| Чукарички (позајмица) | 2018/19. | Суперлига Србије    | 25  | 0  | 1 | 0 | —  | — | — | — | 26  | 0  |  |  |
| Чукарички             | 2019/20. | Суперлига Србије    | 26  | 2  | 4 | 1 | 3  | 1 | — | — | 33  | 4  |  |  |
| Чукарички             | 2020/21. | Суперлига Србије    | 22  | 9  | 2 | 2 | —  | — | — | — | 24  | 11 |  |  |
| Чукарички             | Укупно   | Укупно              | 73  | 11 | 7 | 3 | 3  | 1 | — | — | 83  | 15 |  |  |
|                       |          |                     |     |    |   |   |    |   |   |   |     |    |  |  |
| Малме                 | 2021.    | Прва лига Шведске   | 16  | 7  | 0 | 0 | 8  | 4 | — | — | 24  | 11 |  |  |
|                       |          |                     |     |    |   |   |    |   |   |   |     |    |  |  |
| Каријера              | Каријера | Каријера            | 137 | 24 | 7 | 3 | 11 | 5 | — | — | 155 | 32 |  |  |
|                       |          |                     |     |    |   |   |    |   |   |   |     |    |  |  |

### Утакмице у дресу репрезентације
| Репрезентација Србије у узрасту до 18 година старости | Репрезентација Србије у узрасту до 18 година старости                    | Репрезентација Србије у узрасту до 18 година старости                    | Репрезентација Србије у узрасту до 18 година старости                    | Репрезентација Србије у узрасту до 18 година старости                    | Репрезентација Србије у узрасту до 18 година старости                    | Репрезентација Србије у узрасту до 18 година старости                    | Репрезентација Србије у узрасту до 18 година старости | Репрезентација Србије у узрасту до 18 година старости | Репрезентација Србије у узрасту до 18 година старости |
| #                                                     | Датум                                                                    | Такмичење                                                                | Локација                                                                 | Домаћин                                                                  | Резултат                                                                 | Гост                                                                     | Гол                                                   | Реф.                                                  |                                                       |
| ----------------------------------------------------- | ------------------------------------------------------------------------ | ------------------------------------------------------------------------ | ------------------------------------------------------------------------ | ------------------------------------------------------------------------ | ------------------------------------------------------------------------ | ------------------------------------------------------------------------ | ----------------------------------------------------- | ----------------------------------------------------- | ----------------------------------------------------- |
| 1.                                                    | 8. октобар 2015.                                                         | Пријатељска утакмица                                                     | Кућа фудбала, Стара Пазова                                               | Србија                                                                   | 0 : 4                                                                    | Холандија                                                                |                                                       | [ 23 ]                                                |                                                       |
| 2.                                                    | 10. новембар 2015.                                                       | Пријатељска утакмица                                                     | Градски стадион, Ополе                                                   | Пољска                                                                   | 0 : 2                                                                    | Србија                                                                   | Гол                                                   | [ 25 ]                                                |                                                       |
| 3.                                                    | 12. новембар 2015.                                                       | Пријатељска утакмица                                                     | Градски стадион, Ополе                                                   | Пољска                                                                   | 5 : 0                                                                    | Србија                                                                   |                                                       | [ 27 ]                                                |                                                       |
| 4.                                                    | 24. мај 2016.                                                            | Пријатељска утакмица                                                     | Стадион Слана Бара, Нови Сад                                             | Србија                                                                   | 1 : 0                                                                    | Босна и Херцеговина                                                      |                                                       | [ 28 ]                                                |                                                       |
| 5.                                                    | 26. мај 2016.                                                            | Пријатељска утакмица                                                     | Спортски центар „Вујадин Бошков”, Нови Сад                               | Србија                                                                   | 0 : 2                                                                    | Босна и Херцеговина                                                      |                                                       | [ 29 ]                                                |                                                       |
| 5                                                     | Укупан број утакмица, постигнутих погодака и минута проведених на терену | Укупан број утакмица, постигнутих погодака и минута проведених на терену | Укупан број утакмица, постигнутих погодака и минута проведених на терену | Укупан број утакмица, постигнутих погодака и минута проведених на терену | Укупан број утакмица, постигнутих погодака и минута проведених на терену | Укупан број утакмица, постигнутих погодака и минута проведених на терену | 1                                                     | [ 30 ]                                                |                                                       |

| Репрезентација Србије у узрасту до 19 година старости | Репрезентација Србије у узрасту до 19 година старости | Репрезентација Србије у узрасту до 19 година старости | Репрезентација Србије у узрасту до 19 година старости | Репрезентација Србије у узрасту до 19 година старости | Репрезентација Србије у узрасту до 19 година старости | Репрезентација Србије у узрасту до 19 година старости | Репрезентација Србије у узрасту до 19 година старости | Репрезентација Србије у узрасту до 19 година старости | Репрезентација Србије у узрасту до 19 година старости |
| #                                                     | Датум                                                 | Такмичење                                             | Локација                                              | Домаћин                                               | Резултат                                              | Гост                                                  | Гол                                                   | Реф.                                                  |                                                       |
| ----------------------------------------------------- | ----------------------------------------------------- | ----------------------------------------------------- | ----------------------------------------------------- | ----------------------------------------------------- | ----------------------------------------------------- | ----------------------------------------------------- | ----------------------------------------------------- | ----------------------------------------------------- | ----------------------------------------------------- |
| 1.                                                    | 1. септембар 2016.                                    | Меморијални турнир „Стеван Вилотић Ћеле”              | Стадион Шлаиз, Врбас                                  | Србија                                                | 2 : 1                                                 | Француска                                             |                                                       | [ 31 ]                                                |                                                       |
| 2.                                                    | 5. септембар 2016.                                    | Меморијални турнир „Стеван Вилотић Ћеле”              | Стадион крај Сомборске капије, Суботица               | Србија                                                | 3 : 1                                                 | Израел                                                |                                                       | [ 32 ]                                                |                                                       |
| 3.                                                    | 8. октобар 2016.                                      | Пријатељска утакмица                                  | Стадион Михаил Мешки, Тбилиси                         | Грузија                                               | 1 : 1                                                 | Србија                                                |                                                       | [ 33 ]                                                |                                                       |
| 4.                                                    | 10. октобар 2016.                                     | Пријатељска утакмица                                  | Стадион Михаил Мешки, Тбилиси                         | Грузија                                               | 0 : 1                                                 | Србија                                                |                                                       | [ 34 ]                                                |                                                       |
| 5.                                                    | 9. новембар 2016.                                     | Квалификације за Европско првенство                   | Кућа фудбала, Стара Пазова                            | Молдавија                                             | 0 : 2                                                 | Србија                                                |                                                       | [ 35 ]                                                |                                                       |
| 6.                                                    | 14. новембар 2016.                                    | Квалификације за Европско првенство                   | Кућа фудбала, Стара Пазова                            | Србија                                                | 2 : 3                                                 | Шведска                                               | Гол                                                   | [ 36 ]                                                |                                                       |
| 7.                                                    | 14. децембар 2016.                                    | Пријатељска утакмица                                  | Сан Бенедето                                          | Италија                                               | 0 : 0                                                 | Србија                                                |                                                       | [ 37 ]                                                |                                                       |
| 7                                                     | Укупан број утакмица и постигнутих погодака           | Укупан број утакмица и постигнутих погодака           | Укупан број утакмица и постигнутих погодака           | Укупан број утакмица и постигнутих погодака           | Укупан број утакмица и постигнутих погодака           | Укупан број утакмица и постигнутих погодака           | Укупан број утакмица и постигнутих погодака           | 1                                                     | [ 38 ]                                                |

| Репрезентација Србије у узрасту до 20 година старости | Репрезентација Србије у узрасту до 20 година старости                    | Репрезентација Србије у узрасту до 20 година старости                    | Репрезентација Србије у узрасту до 20 година старости                    | Репрезентација Србије у узрасту до 20 година старости                    | Репрезентација Србије у узрасту до 20 година старости                    | Репрезентација Србије у узрасту до 20 година старости                    | Репрезентација Србије у узрасту до 20 година старости | Репрезентација Србије у узрасту до 20 година старости | Репрезентација Србије у узрасту до 20 година старости |
| #                                                     | Датум                                                                    | Такмичење                                                                | Локација                                                                 | Домаћин                                                                  | Резултат                                                                 | Гост                                                                     | Гол                                                   | Реф.                                                  |                                                       |
| ----------------------------------------------------- | ------------------------------------------------------------------------ | ------------------------------------------------------------------------ | ------------------------------------------------------------------------ | ------------------------------------------------------------------------ | ------------------------------------------------------------------------ | ------------------------------------------------------------------------ | ----------------------------------------------------- | ----------------------------------------------------- | ----------------------------------------------------- |
| 1.                                                    | 15. новембар 2018.                                                       | Пријатељска утакмица                                                     | Стадион под Малим брдом, Петровац на Мору                                | Црна Гора                                                                | 1 : 0                                                                    | Србија                                                                   |                                                       | [ 39 ]                                                |                                                       |
| 2.                                                    | 16. новембар 2018.                                                       | Пријатељска утакмица                                                     | Спортски центар ФСЦГ, Подгорица                                          | Србија                                                                   | 1 : 0                                                                    | Северна Македонија                                                       |                                                       | [ 40 ]                                                |                                                       |
| 2                                                     | Укупан број утакмица, постигнутих погодака и минута проведених на терену | Укупан број утакмица, постигнутих погодака и минута проведених на терену | Укупан број утакмица, постигнутих погодака и минута проведених на терену | Укупан број утакмица, постигнутих погодака и минута проведених на терену | Укупан број утакмица, постигнутих погодака и минута проведених на терену | Укупан број утакмица, постигнутих погодака и минута проведених на терену | 0                                                     | [ 41 ]                                                |                                                       |

| Репрезентација Србије у узрасту до 21 године старости | Репрезентација Србије у узрасту до 21 године старости                    | Репрезентација Србије у узрасту до 21 године старости                    | Репрезентација Србије у узрасту до 21 године старости                    | Репрезентација Србије у узрасту до 21 године старости                    | Репрезентација Србије у узрасту до 21 године старости                    | Репрезентација Србије у узрасту до 21 године старости                    | Репрезентација Србије у узрасту до 21 године старости | Репрезентација Србије у узрасту до 21 године старости | Репрезентација Србије у узрасту до 21 године старости |
| #                                                     | Датум                                                                    | Такмичење                                                                | Локација                                                                 | Домаћин                                                                  | Резултат                                                                 | Гост                                                                     | Гол                                                   | Реф.                                                  |                                                       |
| ----------------------------------------------------- | ------------------------------------------------------------------------ | ------------------------------------------------------------------------ | ------------------------------------------------------------------------ | ------------------------------------------------------------------------ | ------------------------------------------------------------------------ | ------------------------------------------------------------------------ | ----------------------------------------------------- | ----------------------------------------------------- | ----------------------------------------------------- |
| 1.                                                    | 6. септембар 2019.                                                       | Квалификације за Европско првенство                                      | Мордовија арена, Саранск                                                 | Русија                                                                   | 1 : 0                                                                    | Србија                                                                   |                                                       | [ 42 ]                                                |                                                       |
| 2.                                                    | 11. октобар 2019.                                                        | Квалификације за Европско првенство                                      | Стадион Славије, Софија                                                  | Бугарска                                                                 | 0 : 1                                                                    | Србија                                                                   |                                                       | [ 43 ]                                                |                                                       |
| 3.                                                    | 15. октобар 2019.                                                        | Квалификације за Европско првенство                                      | Стадион Виђева, Лођ                                                      | Пољска                                                                   | 1 : 0                                                                    | Србија                                                                   |                                                       | [ 44 ]                                                |                                                       |
| 4.                                                    | 15. новембар 2019.                                                       | Квалификације за Европско првенство                                      | Стадион Чаир, Ниш                                                        | Србија                                                                   | 6 : 0                                                                    | Естонија                                                                 |                                                       | [ 45 ]                                                |                                                       |
| 5.                                                    | 19. новембар 2019.                                                       | Квалификације за Европско првенство                                      | Стадион Чаир, Ниш                                                        | Србија                                                                   | 0 : 2                                                                    | Русија                                                                   |                                                       | [ 46 ]                                                |                                                       |
| 6.                                                    | 4. септембар 2020.                                                       | Квалификације за Европско првенство                                      | Олимпијски центар Земгалес, Јелгава                                      | Летонија                                                                 | 2 : 2                                                                    | Србија                                                                   |                                                       | [ 47 ]                                                |                                                       |
| 7.                                                    | 8. септембар 2020.                                                       | Квалификације за Европско првенство                                      | Стадион Металца, Горњи Милановац                                         | Србија                                                                   | 1 : 2                                                                    | Бугарска                                                                 |                                                       | [ 48 ]                                                |                                                       |
| 7                                                     | Укупан број утакмица, постигнутих погодака и минута проведених на терену | Укупан број утакмица, постигнутих погодака и минута проведених на терену | Укупан број утакмица, постигнутих погодака и минута проведених на терену | Укупан број утакмица, постигнутих погодака и минута проведених на терену | Укупан број утакмица, постигнутих погодака и минута проведених на терену | Укупан број утакмица, постигнутих погодака и минута проведених на терену | 0                                                     |                                                       |                                                       |

| Фудбалска репрезентација Србије | Фудбалска репрезентација Србије                                          | Фудбалска репрезентација Србије                                          | Фудбалска репрезентација Србије                                          | Фудбалска репрезентација Србије                                          | Фудбалска репрезентација Србије                                          | Фудбалска репрезентација Србије                                          | Фудбалска репрезентација Србије | Фудбалска репрезентација Србије | Фудбалска репрезентација Србије |
| #                               | Датум                                                                    | Такмичење                                                                | Локација                                                                 | Домаћин                                                                  | Резултат                                                                 | Гост                                                                     | Гол                             | Реф.                            |                                 |
| ------------------------------- | ------------------------------------------------------------------------ | ------------------------------------------------------------------------ | ------------------------------------------------------------------------ | ------------------------------------------------------------------------ | ------------------------------------------------------------------------ | ------------------------------------------------------------------------ | ------------------------------- | ------------------------------- | ------------------------------- |
| 1.                              | 25. јануар 2021.                                                         | Пријатељска утакмица                                                     | Олимпијски стадион Феликс Санчез, Санто Доминго                          | Доминиканска Република                                                   | 0 : 0                                                                    | Србија                                                                   |                                 | [ 49 ]                          |                                 |
| 2.                              | 28. јануар 2021.                                                         | Пријатељска утакмица                                                     | Стадион Ромел Фернандес, Панама                                          | Панама                                                                   | 0 : 0                                                                    | Србија                                                                   |                                 | [ 50 ]                          |                                 |
| 3.                              | 1. септембар 2021.                                                       | Пријатељска утакмица                                                     | Стадион Нађерде, Дебрецин                                                | Катар                                                                    | 0 : 4                                                                    | Србија                                                                   | Гол                             | [ 51 ]                          |                                 |
| 3                               | Укупан број утакмица, постигнутих погодака и минута проведених на терену | Укупан број утакмица, постигнутих погодака и минута проведених на терену | Укупан број утакмица, постигнутих погодака и минута проведених на терену | Укупан број утакмица, постигнутих погодака и минута проведених на терену | Укупан број утакмица, постигнутих погодака и минута проведених на терену | Укупан број утакмица, постигнутих погодака и минута проведених на терену | 0                               | [ 52 ]                          |                                 |

## Трофеји и награде
Партизан
- Куп Србије: 2015/16.[53]

Телеоптик
- Српска лига Београд: 2016/17.[54]